# Tarnowiec (województwo dolnośląskie)
Tarnowiec – wieś w Polsce, położona w województwie dolnośląskim, w powiecie trzebnickim, w gminie Zawonia.
| SIMC    | Nazwa      | Rodzaj     |
| ------- | ---------- | ---------- |
| 0883844 | Sucha Mała | przysiółek |

W latach 1975–1998 wieś położona była w województwie wrocławskim.